# Кавалир (Северна Дакота)
Кавалир (енгл. Cavalier) град је у америчкој савезној држави Северна Дакота.

## Демографија
По попису из 2010. године број становника је 1.302, што је 235 (-15,3%) становника мање него 2000. године.
| Група             | 2000.         | 2010.         |
| Белци             | 1.421 (92,5%) | 1.213 (93,2%) |
| Афроамериканци    | 7 (0,5%)      | 0 (0,0%)      |
| Азијати           | 8 (0,5%)      | 2 (0,2%)      |
| Хиспаноамериканци | 66 (4,3%)     | 35 (2,7%)     |
| Укупно            | 1.537         | 1.302         |